# Jill Byrnit
Jill Tina Byrnit (født i 1969, død i marts/april 2023) var en dansk primatolog, adfærds- og evolutionspsykologisk forsker samt foredragsholder, som medvirkede i flere danske TV-programmer, heriblandt DR's Manipulator, Mød dit urmenneske og Alphaeksperimentet samt TV2’s serie “Menneskedyret".
Jill Byrnits primære fagområder indbefattede adfærdspsykologi (behaviorisme), evolutionær psykologi og komparativ psykologi, humanetologi samt primatologi.
Desuden medvirkede Jill Byrnit jævnligt i nyhederne, hovedsageligt som ekspert i menneskelig adfærd, bl.a. vedrørende menneskers adfærd i krisesituationer, senest i forbindelse med Coronaviruspandemien.

## Biografi

### Opvækst
Jill Byrnit blev født i 1969 i København, og tog sin studentereksamen fra Christianshavns Gymnasium. Hun voksede op i København, hos ufaglærte forældre i en familie, der oprindeligt hed Petersen, men som havde købt efternavnet "Byrnit". Byrnit havde fra barndommen en særlig interesse for dyr, og aber i særdeleshed, og har selv sagt, at hun "tilbragte meget tid på biblioteket". Før Byrnit blev psykolog og adfærdsforsker med speciale i primatologi, arbejdede hun i filmbranchen, hvor hun blandt andet var projektkoordinator for Copenhagen Filmfestival.

### Uddannelse
Byrnit havde en bachelorgrad i biologi, og var cand.psych.aut. fra Lund Universitet og Københavns Universitet. Byrnit havde en ph.d. fra Aarhus Universitet i primotologi samt psykologi (evolutionær, komparativ, og antropologisk). Byrnit havde en Post doc. i marekatte og komparativ psykologi fra det amerikanske universitet UCLA fra 2009.

### Studier i USA
Fra 1999 og frem arbejdede Byrnit med komparative studier om, hvordan mennesket ligner og adskiller sig fra andre dyr, og i særdeleshed primater. Hun boede og arbejdede i en årrække i USA i delstaterne Californien (ved California National Primate Research Center) og North Carolina, hvor hun forskede i impulskontrol, personlighed og temperament. Byrnit var forsker og vicestudieleder på Syddansk Universitet, og ekstern lektor på Københavns Universitet samt Århus Universitet, og foretog endvidere langvarige sociale studier af gorillaerne i Givskud Zoo og chimpanserne i Odense Zoo.
Byrnit var forfatter og medforfatter på en række internationale videnskabelige publikationer og diverse fagbøger om mennesket som art, komparativ psykologi samt stress.
Byrnit var en overgang fast klummeskribent på Berlingske og optrådte jævnligt i medierne med adfærdspsykologiske emner. Byrnit var desuden foredragsholder inden for emner som stress, flokadfærd, personlighedstyper, pardannelse og familieformer.

### Sygdom og død
I 2021 blev Byrnit diagnosticeret med kræft, der på trods af omfattende behandling meget hurtigt spredte sig. Sidst i marts 2023 sov hun stille ind i sit hjem.